# Tabernaemontana donnell-smithii
Tabernaemontana donnell-smithii är en oleanderväxtart som beskrevs av J. N. Rose och J. D.Smith. Tabernaemontana donnell-smithii ingår i släktet Tabernaemontana och familjen oleanderväxter. Inga underarter finns listade i Catalogue of Life.